# Малые дрофы
Малые дрофы (лат. Eupodotis) —  род птиц семейства Дрофиные (Otididae). Он содержит два вида, обитающих только в Африке. Виды родов Afrotis, Lophotis, Heterotetrax иногда включаются в этот род.

## Виды
| Фото | Латинское название     | Русское название         | Распространение |
| ---- | ---------------------- | ------------------------ | --- |
|      | Eupodotis senegalensis | Сенегальская малая дрофа | Зона Сахеля от Сенегала до Судана, страны Африканского рога от Джибути до Танзании, саваны Центральной Африки (от Замбии на север до ДР Конго), восточная часть Южной Африки |
|      | Eupodotis caerulescens | Голубая малая дрофа      | Эндемик Южной Африки (восток), заходит в западную часть Лесото. |